# 5 جولات (فلم)
5 جولات أو خمس جولات هو فيلمٌ مصريٌ أُنتج عام 2023.

## قصة الفيلم
شاب يهوى الفنون القتالية يواجه تحديات عديدة. كما يواجه شباب آخرون مثل مغنو الراب تحديات أخرى عليهم مواجهتها.

## إنتاج الفيلم
كان من المخطط أن يُعرض الفيلم في عيد الفطر 1444 هـ (أبريل 2023). لكن تأجل عرضه إلى 16 أغسطس في مصر، و 7 سبتمبر في دول الخليج.
الفيلم من بطولة بطولة آدم الشرقاوي، ونور النبوي، وماجد المصري، وعايدة الأيوبي، وداليا شوقي، ومطرب الراب أرسينك، ولطيفة فهمي، وسالي رشاد.
فشل الفيلم في تحقيق إيرادات كبيرة، ولذلك رُفع بالتدريج من دور العرض.